# JuMZ-T2
Lo JuMZ-T2 o YuMZ-T2, in cirillico ЮМЗ-Т2, è un modello di filobus realizzato in Ucraina negli anni '90 e pertanto diffuso in alcuni paesi dell'Europa orientale, afferenti alla ex-Unione Sovietica.

## Storia
Tale modello è stato commercializzato nel 1993, poi altri esemplari sono stati prodotti negli anni successivi fino al 1999.

## Caratteristiche
È un filobus dalle forme squadrate lungo circa dodici metri, con guida a sinistra, tre porte rototraslanti, grandi finestrini, parabrezza diviso in due parti. L'azienda costruttrice è la "Juzhny Mashinostroitelny Zavod" (JuMZ), più nota come "Juzhmash", mentre l'equipaggiamento elettrico è fornito dalla "Cegelec". La versione articolata è denominata "JuMZ-T1".

## Diffusione
Tale modello è presente in alcune città dell'Estonia (Tallinn) e dell'Ucraina, come Donec'k, Kiev, Kropyvnyc'kyj, Poltava, Sebastopoli e Simferopoli.